# آنتی لپروتیک
سازمان بهداشت جهانی به منظور غلبه برمشکل بروز مقاومت به داپسون و همچنین‌پیشگیری از مقاومت به سایر داروهای‌ضد جذام، مصرف سه داروی داپسون،ریفامپین و کلوفازیمین در درمان جذام‌چند باسیلی (لپروماتوز، بینابینی لپروماتوز و بینابینی) را توصیه نموده است.
در این رژیم دارویی حاوی داروهای فوق، مقدار مصرف ریفامپین، ۶۰۰ میلی‌گرم یکبار در ماه (۴۵۰ میلی‌گرم د ربزرگسالان با وزن کمتر از ۳۵ کیلوگرم)، مقدار مصرف داپسون ۱۰۰mg/day(50mg/day یا ۲mg/kg/day ـ ۱ برای بزرگسالان با وزن کمتر از ۳۵ کیلوگرم) و مقدار مصرف کلوفازیمین ۳۰۰ میلی‌گرم یکبار در ماه و با نظارت یا ۱۰۰ میلی‌گرم در روزهای متناوب به صورت خوددرمانی می‌باشد.
این نوع جذام، باید حداقل به مدت ۲ سال و در صورت امکان تا زمانی که نمونه مورد‌‌آزمایش منفی شود، ادامه یابد. همچنین‌ درمان باید بدون هر گونه تغییری، در طول‌ واکنش‌های تیپ II و II ادامه یابد. در حین بروز واکنش‌های تیپ I، درد عصبی‌ یا ضعف نشانه شروع سریع آسیب دائمی‌ عصب خواهد بود.
درمان با پردنیزولون (در شروع ۶۰mg/day ـ ۴۰) باید سریعاً شروع شود. واکنش‌های خفیف تیپ II ممکن‌است به آسپیرین یا کلروکین پاسخ دهد. در واکنش‌های شدید تیپ II ممکن است نیازبه کورتیکواستروئیدها وجود داشته باشد. افزایش مقادیر کلوفازیمین به میزان ۱۰۰میلی‌گرم ۳ بار در روز برای سه ماه اول و سپس کاهش مقدار مصرف این دارو نیزممکن است مفید باشد، هر چند که درمان‌ممکن است ۶–۴ هفته به طول بینجامد. در درمان جذام بینابینی ـ توبرکولوئید، توبرکولوئید و نامعلوم، رژیم درمانی‌حاوی دو دارو به شرح زیر به کار می‌رود: ریفامپین، ۶۰۰ میلی‌گرم یکبار در ماه‌به‌صورت تحت نظارت (۴۵۰ میلی‌گرم‌برای بیماران با وزن کمتر از ۳۵ کیلوگرم). داپسون، ۱۰۰mg/day به‌صورت خوددرمانی (۵۰mg/day یا ۲mg/kg/day ـ ۱برای بزرگسالان با وزن کمتر از ۳۵کیلوگرم). درمان این نوع جذام، حداقل باید به مدت ۶ ماه ادامه یابد.

## کلوفازیمین Clofazimine[۱]
- موارد مصرف: کلوفازیمین در درمان جذام‌به عنوان انتخاب دوم، از جمله درمان جذام‌مقاوم به داپسون مصرف می‌شود.
- مکانیسم اثر: به‌نظر می‌رسد این دارو اثرباکتری کش خود را بر روی‌مایکوباکتریوم به آهستگی و از طریق مهاررشد باکتری و اتصال به DNA اعمال‌می‌نماید.
- فارماکوکینتیک: جذب این دارو پس ازمصرف خوراکی متغیر است و با مصرف‌غذا افزایش می‌یابد. پس از جذب دربافتهای چربی، لنف، صفرا و سایر بافتهامنتشر می‌شود. نیمه عمر این دارو پس ازمصرف یک مقدار واحد حدود ۱۰ روز و بامصرف طولانی مدت و مقادیر زیاد حدود۳–۲ ماه می‌باشد. اوج غلظت سرمی داروپس از ۶–۱ ساعت (در مصرف طولانی‌مدت) بدست می‌آید. دفع این دارو از طریق‌کلیه و تا ۵۰ درصد به‌صورت تغییر نیافته‌از طریق مدفوع دفع می‌گردد.
- هشدارها:

۱ ـ در صورت وجود عیب کارکبد یا کلیه و وجود سابقه ناراحتی‌های‌معدی ـ روده‌ای، با احتیاط فراوان مصرف‌شود.
۲ ـ در صورت بروز درد مداوم شکم یااسهال، مصرف این دارو باید قطع شود.
۳ ـ کلوفازیمین ممکن است سبب تغییررنگ لنزهای تماسی نرم شود.
- عوارض جانبی: کلوفازیمین ممکن است سبب بروز خونریزی گوارشی، مسمومیت معدی ـ روده‌ای، هپاتیت یا یرقان، تغییررنگ پوست و افسردگی شود.
- نکات قابل توصیه:

۱ ـ دوره درمان با این‌دارو که ممکن است چند سال طول بکشد، باید کامل شود.
۲ ـ دارو را باید هر روز در وقت معین‌مصرف نمود و حتی‌الامکان از فراموش‌کردن نوبتهای مصرف دارو خودداری‌کرد.
۳ ـ کلوفازیمین ممکن است سبب بروزافسردگی و تمایل بیمار به خودکشی شود که این حالت معمولاً پس از تغییر رنگ‌برگشت‌پذیر پوست بروز می‌کند.
۴ ـ احتمال حساس شدن پوست بیمار به‌نور وجود دارد. از اینرو باید از قرار گرفتن‌در معرض تابش مستقیم نور خورشیدخودداری کرد.
۵ ـ کلوفازیمین را باید با غذا یا شیرمصرف نمود.
- مقدار مصرف:

بزرگسالان: این دارو در درمان جذام‌همراه با سایر داروهای ضد جذام به مقدار۱۰۰mg/day ـ ۵۰ میلی‌گرم یکبار در روز و در صورت وجود ضایعات پوستی ۳۰۰mg/day ـ ۱۰۰ همراه با یک کورتیکوستروئید (پردنیزون۸۰mg/dayـ۴۰) مصرف می‌شود.
در مورد اخیر با تحت کنترل درآمدن واکنش‌های‌پوستی، مصرف دارو باید به ۱۰۰mg/dayکاهش یابد.
- اشکال دارویی: Capsule: 50mg , 100 mg

## داپسون Dapsone[۱]
- موارد مصرف: این دارو در درمان جذام ودرماتیت تبخالی مصرف می‌شود.
- مکانیسم اثر: داپسون یک داروی‌باکتریواستاتیک است و احتمالاً در ساخت‌فولات تداخل می‌کند.
- فارماکوکینتیک: جذب این دارو از راه‌خوراکی آهسته است و به محیط اسیدی‌نیاز دارد. پس از جذب در تمام بافت‌ها وبه‌ویژه کبد، عضلات، کلیه‌ها و پوست یافت‌می‌شود. غلظت سرمی دارو ۶–۲ ساعت‌بعد از مصرف به اوج خود می‌رسد. متابولیسم دارو کبدی است. نیمه عمرداپسون ۵۰–۱۰ ساعت می‌باشد. دفع این‌دارو عمدتاً کلیوی است. بخشی از طریق‌صفرا دفع و وارد چرخه روده‌ای ـ کبدی‌می‌شود.
- هشدارها: در موارد وجود بیماری قلبی یاریوی، کمبود G6PD یا کم خونی با احتیاطفراوان مصرف شود.
- عوارض جانبی: عوارض جانبی این دارووابسته به مقدار مصرف می‌باشند و بامقادیری که برای درمان جذام مصرف‌می‌شود، به ندرت بروز می‌نمایند. این‌عوارض عبارتند از همولیز، متهموگلوبینمی، نوروپاتی، درماتیت‌آلرژیک، بی‌اشتهایی، تهوع، استفراغ، سردرد، بیخوابی، کم خونی، هپاتیت، آگرانولوسیتوز، سندرم داپسون (بثورات‌جلدی همراه با تب و ائوزینوفیلی) که درصورت بروز آن باید بلافاصله مصرف‌دارو را قطع کرد.
- تداخل‌های دارویی: ریفامپین غلظت‌پلاسمایی داپسون را کاهش می‌دهد.
- نکات قابل توصیه:

۱ ـ از آنجا که احتمال‌بروز مقاومت میکروبی به داپسون وجوددارد، مصرف همزمان این دارو با ریفامپین‌توصیه می‌شود.
۲ ـ در صورت بروز واکنش‌های درماتیت‌مصرف دارو را باید قطع کرد.
۳ ـ دوره درمان که ممکن است ۶ ماه تا ۳ سال یا بیشتر طول بکشد، باید کامل‌شود.
- مقدار مصرف:

بزرگسالان: در درمان جذام، همراه با یک‌یا چند داروی ضد جذام ۱۰۰mg/day ـ ۵۰یکبار در روز یا ۱/۴mg/kg/day و در درمان‌درماتیت تبخالی شکل ابتدا ۵۰mg/dayمصرف می‌شود. اگر علائم درماتیت‌به‌طورکامل کنترل نشود، ممکن است مقدارمصرف تا ۳۰۰mg/day افزایش یابد.
کودکان: در درمان جذام، همراه با یک یاچند داروی ضد جذام مقدار ۱/۴mg/kgیکبار در روز و در درمان درماتیت تبخالی‌شکل، ابتدا ۲mg/kg/day مصرف می‌شود که اگر علائم درماتیت به‌طور کامل کنترل‌نشود، مقدار مصرف ممکن است افزایش‌یابد.
- اشکال دارویی: Tablet: 50mg Double Scored Tablet: 100mg